# Агама гірська іранська
Агама гірська іранська, або великолуската агама, (Laudakia nupta) — представник роду азійських гірських агам з родини агамових. Має 2 підвиди.

## Опис
Загальна довжина тіла досягає 45 см, більше половини якої доводиться на хвіст. Луска тулуба різнорідна. Спинна сторона тулуба вкрита великою лускою, боки й черево — дрібнішими. Усі лусочки спинного боку мають гострі кілі. Луска хвоста розташовується правильними рядками, утворюючи кільця. Вони мають подовжені гострі кілі. Важливою особливістю іранських агам є шкіряні складки з боків шиї та основи голови, вкриті довгими гострими шипами. Ці складки більше виражені у самців, але помітні вони й у самок.
Забарвлення помітно відрізняється у самців і самок. Спина, задні лапи й основа хвоста у самців піщано-жовтого кольору, дистальна половини хвоста й зовнішня сторона передніх лап темно-коричневі. Підборіддя, іноді частина верхньої щелепи, черевна сторона шиї та передня частина черева у самців яскраво-синього кольору. Інтенсивність кольору залежить від стану тварини та її статусу в групі. Самки забарвлені набагато менш яскраво — шоколадного кольору спина, піщаного — черево, на спині малюнок зі світлих плям і крапок.

## Спосіб життя
Полюбляє дуже посушливі місця, кам'янисті передгір'я, нижній і середній пояса гір та скельні виходи серед пустель. Агама активна вдень. Харчується комахами, дитинчатами гризунів, дрібних ящірок, рослинною їжею.

## Розповсюдження
Мешкає в Ірані, західному Іраку, Афганістані, Пакистані.

## Підвиди
- Laudakia nupta nupta
- Laudakia nupta fusca